# Държавен архив – Кърджали
Държавен архив – Кърджали е отдел в дирекция „Регионален държавен архив“ – Пловдив.

## Дейност
В него се осъществява подбор, комплектуване, регистриране, обработване, съхраняване и предоставяне за използване на определените за постоянно запазване документи на областната администрация, на общините на територията на Кърджалийска област, на териториалните структури на държавните органи и на други държавни и общински институции, организации и значими личности от местно значение, както и научно-методическото ръководство и контрол на организацията на работата с документите в деловодствата и учрежденските архиви, тяхното опазване и използване.
Към архива функционират читалня, библиотека, изложбена зала. В научно-справочната библиотека са заведени 1918 тома специализирана литература по история, архивистика и други области на науката, речници, енциклопедии, справочници, пътеводители, каталози, документални сборници, периодични издания
От 2007 г. архивът се помещава в ново реконструираната сграда.

## История
Архивът е създаден през 1960 г. в резултат от административно-териториалната реформа от 1959 г. като отдел на Окръжно управление на Министерство на вътрешните работи – Кърджали на основата на ПМС № 344 от 18 април 1952 г. От 1961 г. е на административно подчинение на Окръжен народен съвет – Кърджали, от 1988 г. е в структурата на Община Кърджали. През 1992 г. преминава на пряко административно подчинение на Главно управление на архивите при МС. От 1978 г. получава статут на дирекция, а през 2010 г. е преструктуриран в отдел.

## Фонд
Първите постъпления на архивни фондове са предадени от Държавен архив – Хасково, комплектувани преди промяната на административно-териториалното деление на страната през 1959 г. и създаването на архива в Кърджали. През 1994 г. е приет фондовият масив на ОК на БКП, възлизащ на 1665 фонда с 31375 архивни единици, 518 спомена, 284 частични постъпления, 934 снимки и албуми.
Общата фондова наличност на архива към 1 януари 2017 г. възлиза на 1092,84 линейни метра с 3230 архивни фонда (3161 учрежденски и 69 лични) и общ брой 111 467 архивни единици, 595 частични постъпления и 1314 спомена. Застрахователният фонд се състои от 81 885 кадъра негатив.

## Ръководители
През годините ръководители на архива са:
- Димитър Стоев Стоилов (1960 – 1960)
- Електра Казакова (1960 – 1961)
- Гочо Гичев Дойчев (1961 – 1962)
- Никола Киров (1962 – 1970)
- Тодор Ингилизов (1970 – 1983)
- Иван Стефанов (1983 – 1992)
- Вълчо Златилов

## Отличия и награди
Архивът е награден с орден „Кирил и Методий“ ІІІ степен „за активна патриотична и интернационална дейност“ и с Почетен плакет „За участие в изграждането на Община Кърджали“ ІІІ степен.